# Гынсарь, Раду Леонидович
Раду Леонидович Гынсарь (рум. Radu Gînsari; 10 декабря 1991, Кишинёв, Молдавия) — молдавский футболист, атакующий полузащитник клуба «Милсами».

## Карьера
Является воспитанником кишинёвской «Академии». За неё Раду выступал 4 сезона в Национальной дивизии с 2008 по 2013 годы. В начале 2012 года Раду и молдавский защитник Максим Потырнике были на просмотре в английском клубе «Борнмут», выступающем тогда в третьем по силе дивизионе чемпионата Англии, но закрепиться там не смогли. В начале 2013 года Гынсарь перешёл в кишинёвский «Зимбру», в котором выиграл первый за 7 лет трофей для команды — Кубок Молдавии. Перед началом сезона 2014/15 подписал контракт с тираспольским «Шерифом». 27 июня забил свой первый мяч за жёлто-чёрных в игре за Суперкубок Молдовы 2014, в которой основное и дополнительное время закончилось со счётом 1:1, в серии пенальти «Шериф» проиграл «Зимбру». 24 мая 2015 года выиграл с командой Кубок Молдавии 2014/15.
В 2019 году перешёл в российский клуб «Крылья Советов».

## Достижения

### Командные
«Зимбру»
- Обладатель Кубка Молдавии: 2014

«Шериф»
- Чемпион Молдавии (2): 2015/16 , 2016/17
- Бронзовый призёр чемпионата Молдавии: 2014/15
- Обладатель Кубка Молдавии: 2014/15
- Обладатель Суперкубка Молдавии: 2015
- Финалист Суперкубка Молдавии: 2014

### Личные
- Лучший нападающий чемпионата Молдавии (1): 2014[6]